# Людвіг Ергард
Людвіг Ергард (нім. Ludwig Erhard; 4 лютого 1897, Фюрт, Середня Франконія, Баварія, Німецька Імперія — 5 травня 1977, Бонн, ФРН) — західнонімецький політик та державний діяч, федеральний канцлер ФРН (1963—1966), міністр економіки (1949—1963) в уряді Конрада Аденауера. Голова політичної партії Християнсько-демократичний союз (1966—1967). Ініціатор економічних реформ в ФРН на основі «соціальної ринкової економіки».

## Біографія
Людвіг Ерхард народився в Фюрті, Баварія в родині дрібного підприємця. Батько — католик, мати — протестантка-євангелістка.
Ерхард отримав середню освіту в Фюрті та Нюрнбергу, в Першу світову війну воював у гаубичній артилерії. У 1918 році він отримав поранення — перелом лівого плеча зі значною атрофією лівої руки. Після семи операцій був поставлений діагноз, він був визнаний непридатним до фізичної праці. Це був основний чинник, що перешкоджав Ерхарду найближчим часом займатися підприємством його батька. Поранення було другим сильним ударом по здоров'ю Ерхарда: в трирічному віці він переніс поліомієліт, після чого у нього довічно залишилася деформованою права нога. Ерхард згадував згодом, що коли він навчався в університеті у Франкфурті, то був абсолютно самотній. Щоб не забути звук власного голосу, йому доводилося йти до парку і подовгу розмовляти вголос із самим собою. Але він подолав самотність і став одним з найбільш інтегрованих у суспільне життя німців свого часу. Ерхард пішов вчитися до Франца Оппенгеймера і з тих пір вважав Оппенгеймера одним з найкращих німецьких вчених-економістів, людиною, що заклав основи ліберального світогляду в Німеччині.
Самостійно займатися наукою Ерхард розпочав напередодні Великої депресії кінця 20-х — початку 30-х рр.. Незабаром він став заступником директора Інституту з вивчення кон'юнктури в Нюрнберзі. У 1942 р. через розбіжності з нацистами йому довелося покинути Інститут. З 1943 р. Ерхард став керівником невеликого дослідницького центру, який був сформований під дахом «імперської групи промисловості». Тут основна увага приділялася розробці економічної реформи, яка знадобиться після того, як впаде нацистський режим. У вересні 1945 р. він став державним міністром економіки Баварії, потім начальником особливого відділу з питань грошей і кредиту при Економічній раді Бізонії (об'єднаної англо-американської окупаційної зони), а в березні 1948 р. став директором Економічного управління Бізонії.
Вже в 1946 р., будучи міністром економіки Баварії, Ерхард активно наполягав на проведенні реформ. Реформи були оголошені 18-20 червня 1948 р., причому Ерхард здійснив свої особисті дії щодо лібералізації німецької економіки. Американський варіант припускав введення замість рейхсмарок стабільної валюти. Ерхард ж одночасно з цим скасував державне планування і централізоване ціноутворення на більшу частину товарів, надавши німецьким підприємствам повну свободу діяльності. Ерхард продовжував триматися за лібералізм і фінансову стабільність, незважаючи на страшні труднощі 1948—1949 рр.. і жорсткий опір соціал-демократів.
Після утворення ФРН Ерхард — християнський демократ, міністр економіки в уряді Конрада Аденауера (1949–1963) і його наступник на посту федерального канцлера (1963–1966). Він багато зробив для «економічного дива» ФРН.
Доля реформи була вирішена після початку корейської війни. Ціни на сировину, що імпортувалися німецької промисловістю, зросли в середньому на 67 %, тоді як ціни на готову продукцію, що експортувалося з країни, — тільки на 17 %. Забезпечити швидке економічне зростання можна було тільки за рахунок захоплення зовнішнього ринку і витіснення з нього конкурентів. Якби промисловість в цей момент не виявилася конкурентоспроможною, криза могла б тільки погіршити господарське становище. Паніка, пов'язана з очікуванням нової глобальної війни, викликала купівельний ажіотаж. Між канцлером Аденауером і міністром економіки виник гострий конфлікт, який вийшов за межі вузького партійного керівництва. Довелося піти на компроміси, допустивши неліберальні обмеження у зовнішньоекономічній сфері. Це дозволило виграти час. А потім війна стала працювати на Німеччину. Стабільна економіка з дешевою робочою силою стала наповнювати світовий ринок, що потребував товари, своєю продукцією. Темп зростання німецького ВВП в 1950-х рр.. виявився найвищим серед розвинених країн, а темпи зростання цін — найнижчими. Ерхард повністю відмовився від маніпуляцій з регулюванням, дуже популярних на Сході що активно використовувалися його попередниками в Німеччині. Він твердо визначив Німеччину як країну західної культури та ринкової економіки, зробивши її одним із стовпів «спільного ринку».
Спостерігаючи за реформами, які відбувалися у Німеччині, французи Жак Рю Еф та Андре П'єтр писали: «Ще напередодні німці безцільно бігали по місту, щоб віднайти додатково будь-які продукти харчування. А наступного дня їхні думки вже концентрувалися лише на тому, щоб зайнятися виробництвом цих продуктів харчування. Напередодні на обличчях була написана безнадійність, а наступного дня ціла нація з надією дивилася в майбутнє». Виступаючи на господарській Раді, Людвіг Ерхард говорив: «Якщо ми не прагнутимемо постійно поліпшувати життєві можливості нашого народу, то підірвемо цим основу для технічного прогресу, тим самим вийдемо з кола цивілізованих народів, законсервуємося в штучній бідності. Тільки розширивши споживання, ми зможемо надалі брати участь у здоровому світовому розвитку».
У 1963 р., коли Аденауер пішов на пенсію, Ерхард став його наступником на посаді канцлера. Але в 1966 р. соратники фактично змусили його подати у відставку. Аж до самої своєї смерті в 1977 р. Ерхард залишався найстарішим депутатом Бундестагу.
Ерхард — перший у світі ліберальний реформатор нового типу. Йому довелося працювати в умовах, коли державне втручання в економіку стало реальністю. Він розумів, що в умовах значного впливу соціалістичних ідей не обійтися без використання широких заходів щодо соціального захисту населення і без застосування етатистської риторики. Але важливим для Ерхарда було збереження господарської свободи та фінансової стабільності. Централізм і інфляція були його головними ворогами. Ерхард прагнув мінімізувати прояви етатизму, але не боротися з тією силою, яку розумніше було поставити на свій бік. У цьому полягала суть стратегії, що отримала назву «соціальне ринкове господарство». Упор в ньому робився на «ринкове», а аж ніяк не на соціальне забезпечення. Ерхард завжди прагнув роз'яснювати народу специфіку проведеного ним курсу замість того, щоб займатися такою популярною в XX столітті демагогією. «Я готовий, — зазначав він, — умовляти кожного окремого німецького громадянина до тих пір, поки він не засоромиться, що не підтримує зусилля, що направляються на підтримку стабільності валюти». "Варто було Людвігу Ерхарду, — згадував лідер ХСС Франц Йозеф Штраус, — заговорити про своє улюблене дітище — ринкове господарство, тему, яка займала всі його думки, в ньому прокидався блискучий оратор, захоплював і заражав ентузіазмом слухачів … Він володів мистецтвом переконувати, викликав довіру до себе, завойовував прихильників … "

## Українські переклади творів Людвіга Ергарда
- Ерхард, Людвіг. Добробут для всіх / Пер. А. Лапчак, В. Сеник за ред. В. Золотарьова, Н. Афончиної / К. : Well Books, 2023. — 384 с. (ISBN 9786178264017)